# Lohndrift
Unter Lohndrift  (engl. wage drift) versteht die Makroökonomie entweder die Differenz zwischen dem gezahlten Effektivlohn vom Tariflohn auch Lohn-Gap genannt oder die Abweichung der Veränderung der Effektivverdienste (was man wirklich gezahlt bekommt) von der Veränderung der Tarifverdienste (was in den Tarifverträgen als Lohn steht). Die erste Definition bezieht sich also auf eine Lohndifferenz während die zweite auf die Ableitung der Lohndifferenz zielt.

## Lohndrift als unterschiedliche Veränderung von Effektivverdienst und Tarifverdienst
Durch die Lohndrift ist feststellbar, in welchem Umfang sich Tarifänderungen auf das Arbeitsentgelt der Beschäftigten tatsächlich auswirken. So führt zum Beispiel der Aufbau oder der Abbau von übertariflichen Leistungen zu einer Erhöhung oder einer Senkung der Lohndrift. Ebenso wirkt sich eine Verlagerung von tariflichen Arbeitsverhältnissen hin zu geringfügiger Beschäftigung auf die Lohndrift aus.
Zwei Beispiele: Im Jahre 1973 lag der Anstieg der Effektivverdienste je Beschäftigten in der Gesamtwirtschaft 1,5 Prozentpunkte höher als der Anstieg der Tarifverdienste. Dementsprechend betrug die  Lohndrift 1,5 %. Im Jahre 1975 stiegen die Effektivverdienste um 1,5 Prozentpunkte weniger als die Tarifverdienste. In diesem Fall beträgt die Lohndrift −1,5 %.
Die theoretische Erklärung unterstellt, dass das Preisniveau konstant bleibt. Tatsächlich aber schwankt das Preisniveau, was zur Beschleunigung oder zur Verzögerung der Anpassungen auf dem Arbeitsmarkt führt. Im Konjunkturablauf ist zu beobachten, dass mit einer gewissen zeitlichen Verzögerung (Lohnlag) die Geldlohnänderungen den Änderungen des Preisniveaus folgen.
Eine positive Lohndrift ist vor allem dann zu beobachten, wenn der Wettbewerb um qualifizierte Arbeitskräfte aufgrund konjunktureller Gegebenheiten besonders stark ist. Eine negative Lohndrift ist hingegen vermehrt in Zeiten schwacher Konjunktur zu beobachten, wenn etwa ein Überangebot an Arbeitskräften am Arbeitsmarkt herrscht.

## Einzelbelege
1. ↑  Effektivlohn. In: Der Große Brockhaus in 12 Bänden. 18., völlig neubearbeitete Auflage. Wiesbaden 1978.
2. ↑  Hagen Krämer: Lohn-Gap. In: Gabler Wirtschaftslexikon. Abgerufen am 19. Mai 2019.
3. 1 2  R. Richter, U. Schlieper, W. Friedmann: Makroökonomik. Eine Einführung. 4., korr. u. erg. Auflage. Springer Verlag, Berlin / Heidelberg / New York 1981, ISBN 3-540-10998-6, S. 161.
4. ↑  Hagen Krämer: Effektivlohn. In: Gabler Wirtschaftslexikon. Abgerufen am 19. Mai 2019.
5. ↑  Anton Evers: Solidarität und Interesse. Die deutschen Gewerkschaften im Spannungsfeld von Anspruch und Wirklichkeit. Peter D. Lang, Frankfurt am Main / Bern / Circenster/U.K. 1979, ISBN 3-8204-6607-X, S. 84f.